# Guillermo Martínez (Leichtathlet)

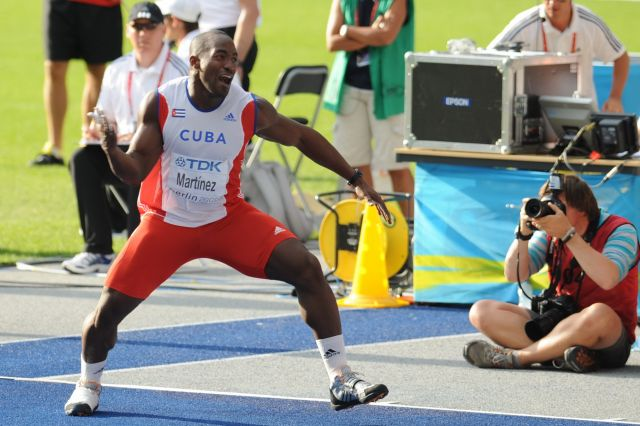
Guillermo Martínez bei den Weltmeisterschaften 2009

Guillermo Martínez (Guillermo Martínez Pérez; * 28. Juni 1981 in Camagüey) ist ein kubanischer Speerwerfer.
2004 warf er erstmals über die Achtzig-Meter-Marke und gewann in diesem Jahr auch seinen ersten Titel bei der kubanischen Meisterschaft. Bis 2007 siegte er viermal in Folge. Bei den Weltmeisterschaften 2005 in Helsinki als Zehnter und 2007 in Osaka als Neunter schied er jeweils im Vorkampf aus. Er gewann aber den Titel bei den Zentralamerika- und Karibikspielen 2006 mit 84,91 Metern und über sechs Metern Vorsprung. Bei den Panamerikanischen Spielen 2007 warf er als Sieger den Speer auf 77,66 Meter und hatte zwei Meter Vorsprung.
Bei den Weltmeisterschaften 2009 in Berlin gelang ihm ein Wurf von 86,41 Metern, mit dem er den zweiten Platz hinter dem Norweger Andreas Thorkildsen belegte. Dies war der bis dahin größte Erfolg für einen Speerwerfer aus Kuba, seine Landsfrau María Caridad Colón war allerdings 1980 Olympiasiegerin.
Bei den Weltmeisterschaften 2011 in Daegu warf er 84,30 Meter weit und gewann die Bronzemedaille.
Seine Bestweite von 87,17 Metern warf Martínez 2006 in Saint-Denis.
Guillermo Martínez ist 1,90 Meter groß und wiegt 101 kg.